# Julie Hackbarth-McIntyre
Julie Hackbarth-McIntyre (* 1961 in Barstow, Kalifornien) ist eine US-amerikanische Geschäftsfrau und Kommunalpolitikerin.
Julie ist eine Nichte von Ed Hackbarth, dem Mitbegründer der Schnellrestaurantkette Del Taco. Derzeit leitet sie eine der in Familienbesitz verbliebenen Del-Taco-Filialen in Barstow. Sie war Mitglied der lokalen Handelskammer und wurde von dieser 1997 zu Barstows „Frau des Jahres“ gekürt.
Hackbarth-McIntyre wurde erstmals 2006 in den Stadtrat von Barstow gewählt, davor war sie fünf Jahre im Ausschuss für Feuerschutz tätig. 2012 bewarb sie sich um die Nachfolge von Bürgermeister Joe Gomez. Bei den Wahlen im November war sie die einzige Kandidatin. Julie Hackbarth-McIntyre wurde somit – als bisher dritte Frau – Bürgermeisterin von Barstow. Nach zwei Amtszeiten und acht Jahren im Amt wurde sie bei der Wahl 2020 durch Paul Courtney als Bürgermeister abgelöst.